# پیربهار آلپ
پیربهار آلپ (نام علمی: Erigeron alpinus) نام یک گونه از سرده پیر بهار است.